# Liste der Nummer-eins-Hits in Australien (1956)
Diese Liste enthält alle Nummer-eins-Hits in Australien im Jahr 1956. Es gab in diesem Jahr 14 Nummer-eins-Singles.
| Singles |
| --- |
| - Tennessee Ernie Ford; Fess Parker – The Ballad of Davy Crocket - 4 Wochen (10. Dezember 1955 – 6. Januar 1956) - Mitch Miller – The Yellow Rose of Texas - 6 Wochen (7. Januar – 17. Februar) - Tennessee Ernie Ford; Frankie Laine – Sixteen Tons - 6 Wochen (18. Februar – 30. März) - Al Hibbler – He - 2 Wochen (31. März – 13. April) - Dean Martin – Memories Are Made of This - 5 Wochen (14. April – 18. Mai) - Louis Armstrong – Mack the Knife - 4 Wochen (19. Mai – 15. Juni) - Kay Starr – The Rock and Roll Waltz - 5 Wochen (16. Juni – 20. Juli) - The Platters – The Great Pretender - 3 Wochen (21. Juli – 10. August) - Les Baxter – The Poor People of Paris - 1 Woche (11. August – 17. August) - Morris Stoloff – Moonglow and Love Theme (from "Picnic") - 1 Woche (18. August – 24. August) - Joe "Fingers" Carr – Portuguese Washerwomen - 3 Wochen (25. August – 14. September) - Doris Day – Que sera, sera (Whatever Will Be, Will Be) - 8 Wochen (15. September – 9. November) - Perry Como – Hot Diggity (Dog Ziggity Boom) - 4 Wochen (10. November – 7. Dezember) - Johnnie Ray – Just Walking in the Rain - 9 Wochen (8. Dezember 1956 – 8. Februar 1957) |

Siehe auch: Nummer-eins-Hits 1956 in  Belgien, Deutschland, Frankreich, den Vereinigten Staaten und im Vereinigten Königreich.